# Archidendron calliandrum
Archidendron calliandrum är en ärtväxtart som beskrevs av De Wit. Archidendron calliandrum ingår i släktet Archidendron och familjen ärtväxter. Inga underarter finns listade i Catalogue of Life.